# Sophie Scholl : Les Derniers Jours
Pour les articles homonymes, voir Scholl.
 (septembre 2016).
Si vous disposez d'ouvrages ou d'articles de référence ou si vous connaissez des sites web de qualité traitant du thème abordé ici, merci de compléter l'article en donnant les références utiles à sa vérifiabilité et en les liant à la section « Notes et références ».
Pour plus de détails, voir Fiche technique et Distribution.
Sophie Scholl : Les Derniers Jours (en allemand Sophie Scholl - Die letzten Tage) est un film allemand réalisé par Marc Rothemund, sorti en 2005. Le rôle de Sophie Scholl est interprété par la comédienne Julia Jentsch.
Le film a reçu l’Ours d'argent du meilleur réalisateur et de la meilleure actrice (Julia Jentsch) à la Berlinale 2005. En septembre 2005, la représentation étrangère de l’industrie cinématographique allemande, German Films, a sélectionné le drame comme candidat officiel pour une nomination aux Oscars dans la catégorie meilleur film international.
La nomination aux Oscars a été annoncée par l’Academy of Motion Picture Arts and Sciences le 31 janvier 2006, mais le film n'a pas remporté de prix.

## Synopsis
Le film retrace les six derniers jours de la vie de la jeune étudiante, du 17 au 22 février 1943, depuis le lancement de tracts dans le hall de l'université de Munich, son arrestation, son interrogatoire jusqu'à son exécution.
Sophie et Hans ont une relation de fraternité très forte qui se surajoute à la motivation de leur engagement : leur but est d'alerter leurs compatriotes des chimères du régime nazi. Membres du mouvement de résistance La Rose blanche, ils lancent des tracts antinazis. Ils sont arrêtés le jour même par la Gestapo. Les deux suspects sont alors tenus à l'écart par le secret de l'instruction. Le point de vue se concentre donc sur la vision de Sophie, et souligne son état de solitude face à la mécanique bureaucratique dont elle est l'objet. Une prisonnière communiste l'accueille dans les geôles du commissariat central. Par ses conversations avec Sophie, elle lui permet de révéler le sens tragique de sa condition humaine, par ses aspirations de vie amoureuse.
Le dernier entretien avec la communiste montre le mépris du « tribunal du peuple » pour le droit procédural : alors qu'un condamné à mort dispose légalement de quatre-vingt-dix-neuf jours entre sa condamnation et son exécution, Sophie Scholl et ses amis sont guillotinés très peu d'heures après le verdict.
Sophie Scholl avance des propos concernant l'importance de la conscience face aux actes qui sont demandés aux Allemands dans la tournure de guerre totale que prend la guerre, alors que durant l'année 1942 se déroule le siège de Stalingrad, conclu par la reddition allemande fin janvier 1943.
En parallèle, les scènes d'entretien avec l'enquêteur Robert Mohr sont le terrain d'une confrontation qui rejaillit sur le sens de l'Histoire faisant débat dans l'historiographie allemande actuelle : Sophie Scholl et Robert Mohr confrontent des points de vue sur le droit, le sens national de l'engagement et la morale ; ces points de vue synthétisent tout le fossé qui s'est creusé entre, pour l'une, l'Allemagne démocratique d'après-guerre éprise de pacifisme et d'épanouissement personnel, et pour l'autre, la situation de l'Allemagne des années 1920 dont le présent du film est la conséquence, et réprouve tout défaitisme qui mènerait à envisager l'occupation de son pays par une tutelle étrangère.
La concentration des pouvoirs effectuée depuis l'accession au pouvoir des nazis fournit le contexte préalable à cette divergence radicale entre deux compatriotes telle que le montre le film : cet enquêteur de la police fait son travail de manière professionnelle, sans que pointe le moindre rattachement partisan à l'idéologie fasciste (que l'on retrouve indubitablement dans l'attitude crispée du sous-fifre qui surveille les déplacements de Sophie, ainsi que dans celle du juge nazi). Leurs échanges, indépendants de l'influence du pouvoir en place, sont illustratifs de l'évolution de la pensée du peuple avant et après le conflit.
Christoph Probst, Hans et Sophie Scholl sont tous les trois condamnés à mort par le Volksgerichtshof et guillotinés le jour même.
Les procès-verbaux à partir desquels se base le film ont été fidèlement retranscrits. Christian Hartmann, universitaire, est le conseiller historique du film.

## Distribution
- Julia Jentsch : Sophia Magdalena « Sophie » Scholl
- Fabian Hinrichs : Hans Fritz Scholl
- Gerald Alexander Held : Robert Mohr, l'enquêteur
- Johanna Gastdorf : Else Gebel
- André Hennicke : Roland Freisler
- Florian Stetter : Christoph Hermann Probst
- Maximilian Brückner : Willi Graf
- Johannes Suhm : Alexander Schmorell
- Lilli Jung : Gisela Schertling
- Petra Kelling : Magdalena Scholl
- Jörg Hube : Robert Scholl
- Franz Staber : Werner Scholl
- Paul Herwig : Rechtsanwalt August Klein

## Contexte
La sortie de cette œuvre de cinéma, après La Chute, s'insère dans le débat dépassionné actuel concernant le récit national : un regard cru sur les individus face au pouvoir et leurs rémissions lorsque la tyrannie survient, laissant unique l'exemple d'une jeune étudiante tenir le flambeau, tenir par sa ferveur et son éducation aux principes, et payer de sa vie le prix de ses convictions. L'heure n'est plus à la dénonciation des bourreaux montrés du doigt dans les films des années 1960 comme l'incarnation du mal, mais à l'examen des postures de chacun devant le caractère implacable du régime nazi.